# Justicia excalcea
Justicia excalcea är en akantusväxtart som beskrevs av Raymond Benoist. Justicia excalcea ingår i släktet Justicia och familjen akantusväxter. Inga underarter finns listade i Catalogue of Life.